# Stefan Schwarzmann
Stefan Schwarzmann, född 11 november 1965, är en tysk trummis som under en tid var medlem i det tyska power metalbandet Helloween. Han slutade emellertid 2006 på grund av musikaliska meningsskiljaktigheter. Han har även bland annat spelat med banden Running Wild, U.D.O. och Accept.

## Diskografi (urval)
Album med Accept
- 1997 – All Areas - Worldwide (livealbum)
- 1998 – The Final Chapter (livealbum)
- 2010 – Blood of the Nations
- 2012 – Stalingrad: Brothers in Death
- 2014 – Blind Rage

Album med Running Wild
- 1988 – Ready for Boarding (livealbum)
- 1988 – Port Royal
- 1992 – Pile of Skulls

Album med U.D.O.
- 1989 – Mean Machine
- 1990 – Faceless World
- 1991 – Timebomb
- 1997 – Solid
- 1998 – No Limits